# Пиемонтски език
Пиемонтският език (Lenga piemontèisa или Piemontèis) е романски език, говорен в северозапаните провинции на Италия. Спада към галороманския клон на романските езици.
Пиемонтският език се говори в регион Пиемонт, в Северозападна Италия. Този език не се говори в целия регион: в алпийските западни области, в провинциите Новара и Вербано-Кузио-Осола, и в най-източната област на провинция Алесандрия се говорят други езици.
Регионалният съвет на Пиемонт в 1999 г. признава пиемонтски като официален език на регионално ниво.